# Cinquième circonscription de Tokyo
La cinquième circonscription de Tokyo (東京都第5区, Tōkyō-to dai-go-ku) est l'une des trente circonscriptions législatives que compte la préfecture métropolitaine de Tokyo.

## Description géographique
Entre 1994 et 2017, la cinquième circonscription de Tokyo regroupait l'arrondissement spécial de Meguro et une partie de l'arrondissement de Setagaya,.
Entre 2017 et 2022, elle comprenait une partie des arrondissements de Meguro et Setagaya.
Depuis 2022, elle correspond à une partie de l'arrondissement de Setagaya,.

## Députés
| Législature | Début de mandat | Fin de mandat | Député élu          | Parti politique | Parti politique |
| ----------- | --------------- | ------------- | ------------------- | --------------- | --------------- |
| 41e         | 1996            | 2000          | Takashi Kosugi      |                 | PLD             |
| 42e         | 2000            | 2003          | Yoshio Tezuka (ja)  |                 | PDJ             |
| 43e         | 2003            | 2005          | Yoshio Tezuka (ja)  |                 | PDJ             |
| 44e         | 2005            | 2009          | Takashi Kosugi      |                 | PLD             |
| 45e         | 2009            | 2012          | Yoshio Tezuka       |                 | PDJ             |
| 46e         | 2012            | 2014          | Kenji Wakamiya (ja) |                 | PLD             |
| 47e         | 2014            | 2017          | Kenji Wakamiya (ja) |                 | PLD             |
| 48e         | 2017            | 2021          | Kenji Wakamiya (ja) |                 | PLD             |
| 49e         | 2021            | 2024          | Yoshio Tezuka       |                 | PDC             |
| 50e         | 2024            | -             | Yoshio Tezuka       |                 | PDC             |